# Золотий Каньйон (печера)
Золотий Каньйон (рос. Золотой Каньон) — печера в Пермського краю Росії. Печера вертикального типу простягання. Загальна протяжність — 71 м. Глибина печери становить 49 м. Категорія складності проходження ходів печери — 1.